# Politique étrangère de Xi Jinping

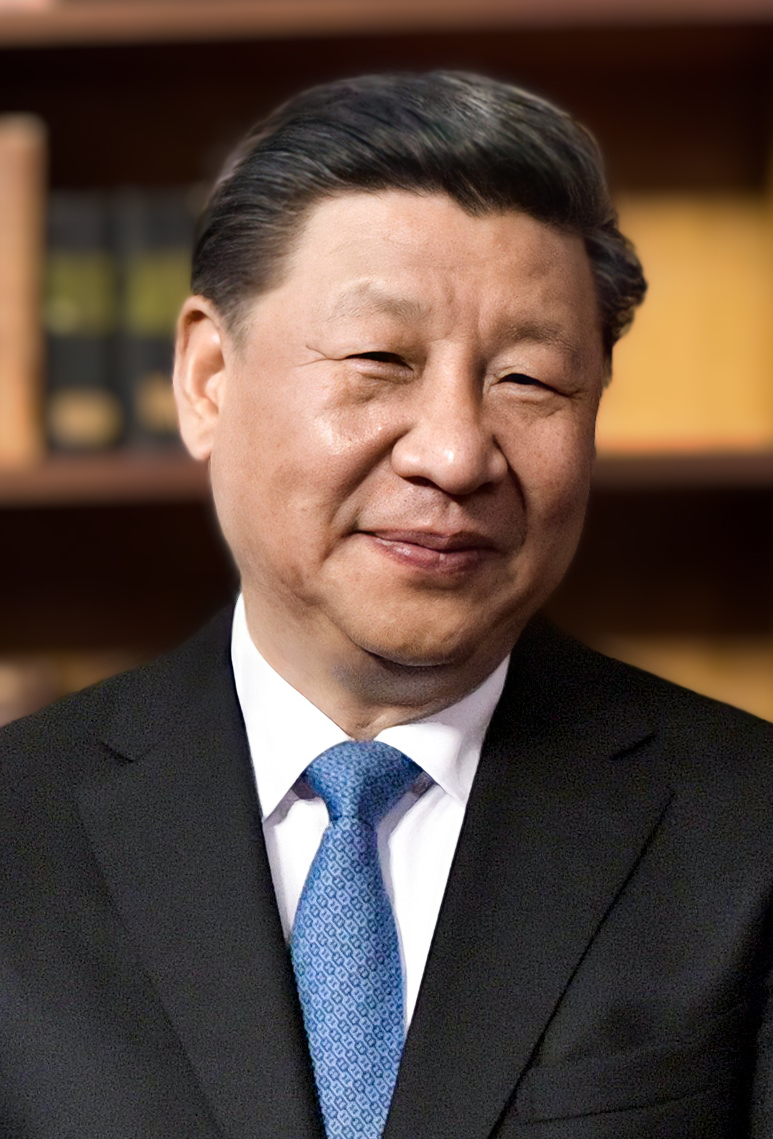
Xi Jinping en 2000.

La politique étrangère de Xi Jinping concerne la politique de la république populaire de Chine à l'égard des autres États pendant la présidence de Xi Jinping. Xi succède au poste de secrétaire général du Parti communiste chinois et en devient le chef suprême en 2012. Il adopte une ligne plus dure sur les questions de sécurité ainsi que sur les affaires étrangères, projetant une Chine plus nationaliste et plus affirmée sur la scène mondiale. Son programme politique appelle à une Chine plus unie et confiante dans son propre système de valeurs et sa structure politique. La « diplomatie des grands pays » de Xi Jinping (en chinois : 大国外交) a remplacé le slogan antérieur de l'ère Deng Xiaoping de « faire profil bas » (en chinois : 韬光养晦) et a légitimé un rôle plus actif de la Chine sur la scène mondiale, notamment en ce qui concerne la réforme de l'ordre international, l'engagement dans une concurrence idéologique ouverte avec l'Occident et la prise en charge d'une plus grande responsabilité dans les affaires mondiales conformément à la montée en puissance de la Chine et de son statut
La politique étrangère de Xi Jinping au sens large, l'hostilité anti-chinoise perçue de l'Occident parmi les responsables du gouvernement chinois et les changements au sein de la bureaucratie diplomatique chinoise sont considérés comme des facteurs ayant conduit à son émergence. Cette nouvelle approche des relations internationales est appelée diplomatie du loup guerrier en Chine.
En 2022, pendant l'invasion de l'Ukraine par la Russie, la Chine soutient son voisin.

## Taïwan (République de Chine)
Xi déclare que la « réunification » avec Taïwan doit se faire pacifiquement car c'est « le plus conforme à l'intérêt général de la nation chinoise, y compris des compatriotes taïwanais ». Dans un discours prononcé lors du centenaire du Parti communiste chinois, Xi Jinping déclare :

« Résoudre la question de Taiwan et réaliser la réunification complète de la Chine est une mission historique et un engagement inébranlable du Parti communiste chinois. C'est également une aspiration commune de tous les fils et filles de la nation chinoise. Nous défendrons le principe d'une seule Chine et le consensus de 1992, et nous ferons progresser la réunification pacifique du pays. Nous tous, compatriotes des deux côtés du détroit de Taiwan, devons nous rassembler et avancer à l'unisson. Nous devons prendre des mesures résolues pour faire échec à toute tentative d'« indépendance de Taïwan » et travailler ensemble pour créer un avenir brillant pour le rajeunissement national. Personne ne doit sous-estimer la détermination, la volonté et la capacité du peuple chinois à défendre sa souveraineté nationale et son intégrité territoriale. »

Xi a également déclaré qu'une unification dans le cadre d'une approche « un pays, deux systèmes » serait appropriée.

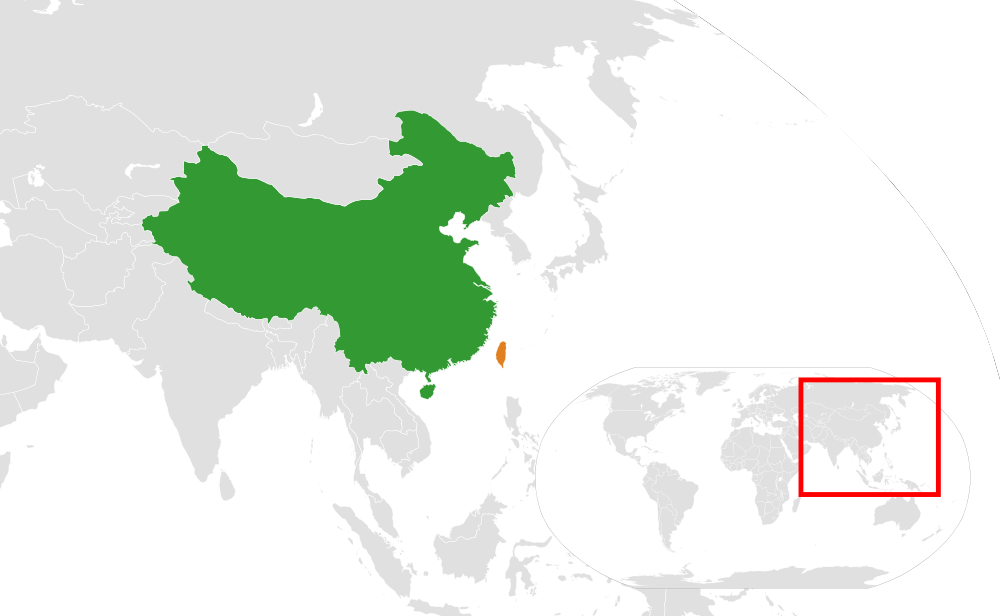
Carte représentant la république populaire de Chine (RPC) et la république de Chine (ROC) séparés par un détroit.

En 2021, le groupe de réflexion américain Council on Foreign Relations décrit la position de Xi sur Taïwan comme étant cohérente avec le passage de la Chine en 1979 de la « libération » de Taïwan à « l'unification pacifique » avec Taïwan.

## Amériques

### États-Unis

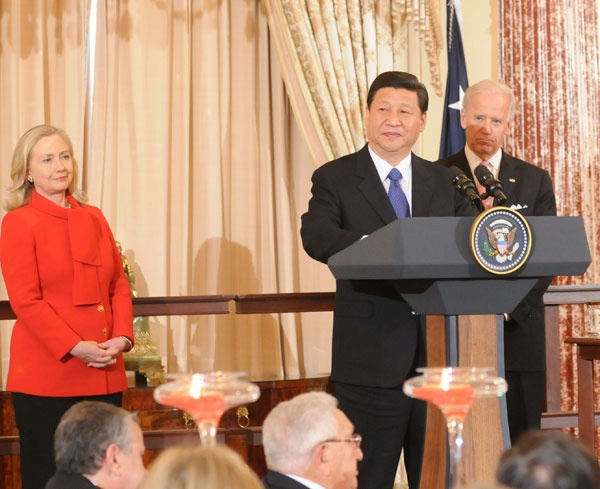
Xi prononçant un discours au département d'État des États-Unis en 2012, avec la secrétaire d'État Hillary Clinton, et Joe Biden, alors vice-président de Barack Obama, en arrière-plan. Assis au premier rang se trouve l'ancien secrétaire d'État Henry Kissinger.

Xi qualifie les relations sino-américaines dans le monde contemporain de « nouveau type de relations entre grandes puissances », une expression que l'administration Obama avait hésité à adopter. Sous son administration, le dialogue stratégique et économique entamé sous Hu Jintao se poursuit. Concernant les relations sino-américaines, Xi déclare : « Si [la Chine et les États-Unis] s'affrontent, ce serait sûrement un désastre pour les deux pays ». Les États-Unis critiquent les actions chinoises en mer de Chine méridionale. En 2014, des pirates informatiques chinois ont compromis le système informatique du Office of Personnel Management (traduisible en français par « Bureau américain de la gestion du personnel »), entraînant un important vol de données d'environ 22 millions de dossiers personnels gérés par le bureau.
Xi critique également de façon indirecte le « pivot stratégique » américain vers l'Asie. À propos des conflits territoriaux qui l'opposent à plusieurs autres pays asiatiques, il exorte ces derniers à ne pas rechercher l'appui des États-Unis. S'adressant à une conférence régionale à Shanghai le 21 mai 2014, il appelle les pays asiatiques à s'unir et à se frayer un chemin ensemble, plutôt que de s'impliquer avec des puissances tierces, considérées comme une référence aux États-Unis. « Les affaires en Asie doivent en fin de compte être prises en charge par les Asiatiques. Les problèmes de l'Asie doivent en fin de compte être résolus par les Asiatiques et la sécurité de l'Asie doit en fin de compte être protégée par les Asiatiques », déclare t-il à la conférence.

## Afrique

### Tunisie
En Afrique, La Chine s'impose également comme partenaire majeur de la Tunisie, après les États-Unis d'Amérique, et l'Europe.

## Asie

### Indonésie

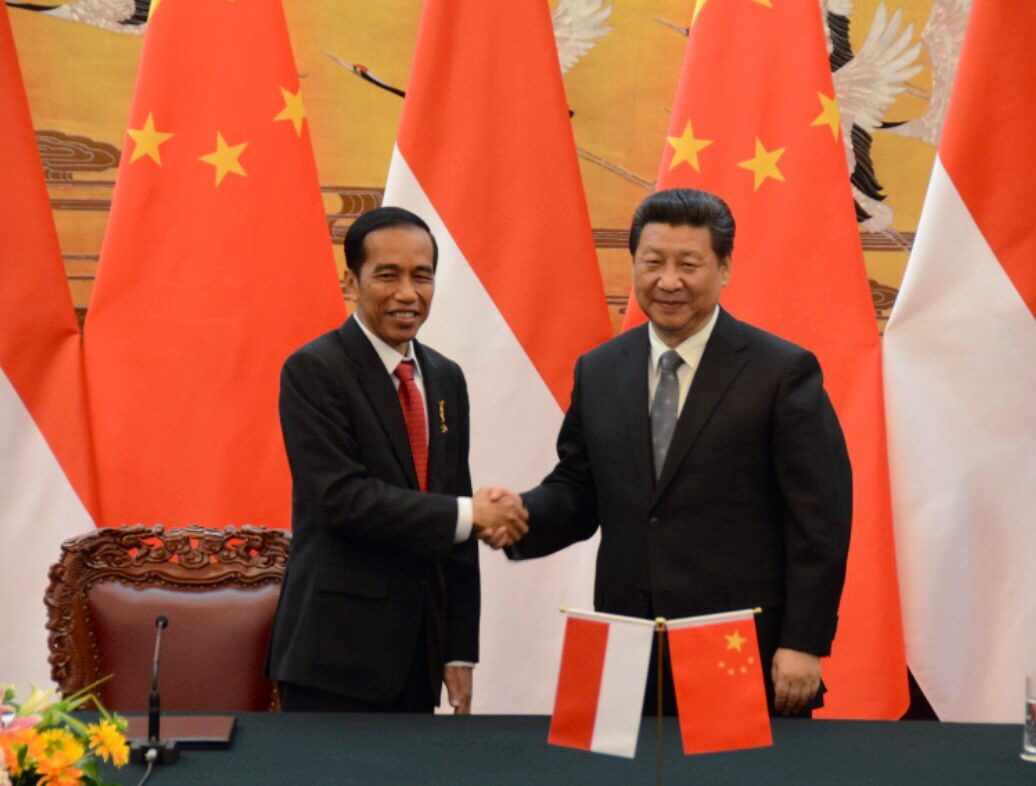
Le président indonésien depuis 2014 Joko Widodo rencontre le dirigeant chinois Xi Jinping.

La Chine a une ambassade à Jakarta, la capitale de l'Indonésie et des consulats à Surabaya et Medan, tandis que l'Indonésie a une ambassade à Pékin et des consulats à Canton, Shanghai et Hong Kong. Les deux pays sont parmi les plus grands pays d'Asie par la superficie et la population. La Chine est la nation la plus peuplée du monde, tandis que l'Indonésie a la 4e plus grande population.

### Iran

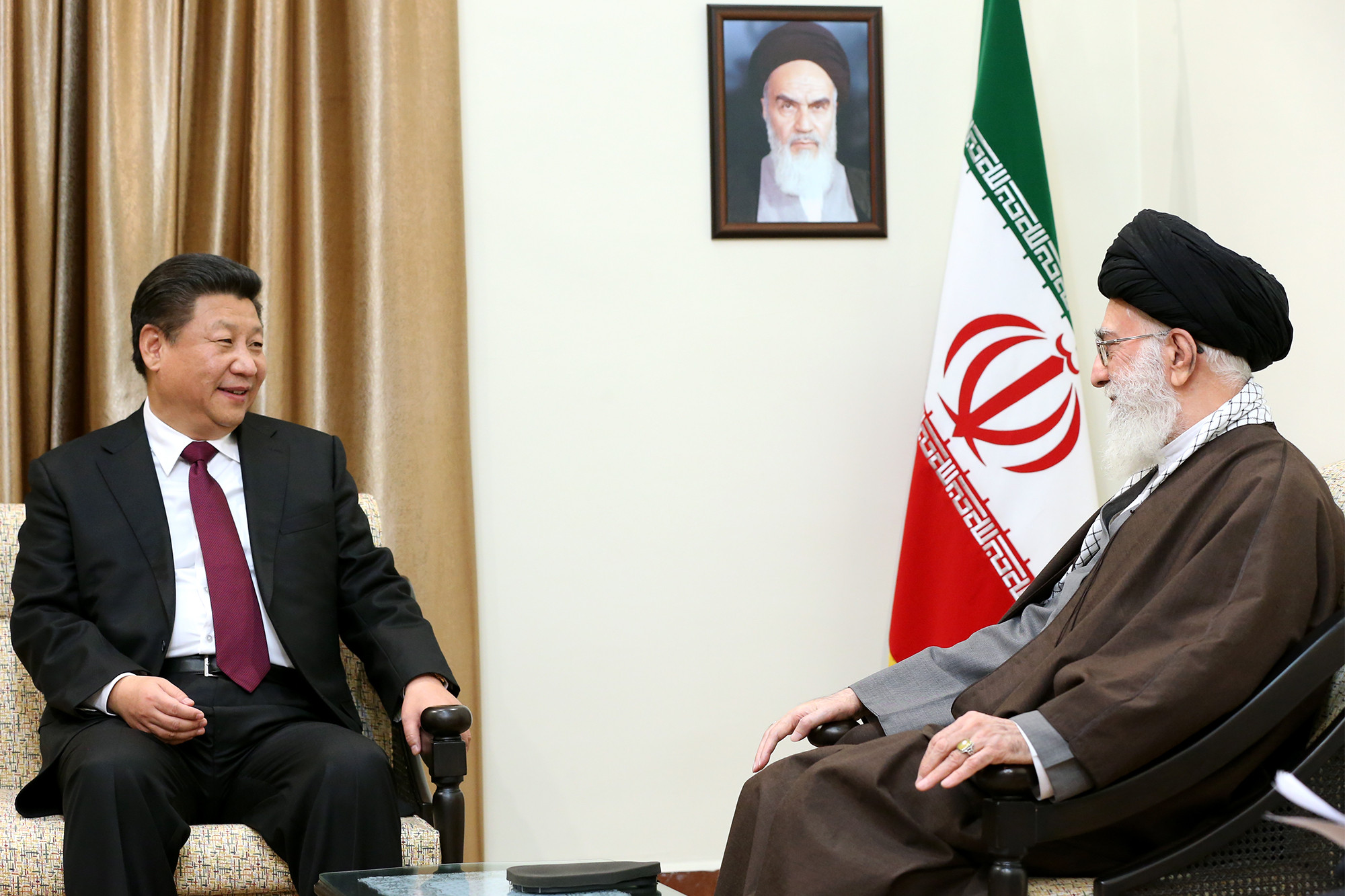
Xi avec l'Iranien Ali Khamenei, guide de la Révolution depuis 1989 et président de 1981 à 1989, le 23 janvier 2016.

Le 4 juin 2019, Xi déclare à l'agence de presse russe TASS qu'il était « inquiet » des tensions actuelles entre les États-Unis et l'Iran. Il déclare ensuite à son homologue iranien Hassan Rohani, président de la république de 2013 à 2021, lors d'une réunion de l'OCS que la Chine favoriserait les relations avec l'Iran, quels que soient les développements de l'incident du golfe d'Oman de juin 2019.
En mars 2023, une médiation chinoise permet de rétablir les relations diplomatiques entre l'Iran et l'Arabie saoudite. Cet accord entre les deux puissances rivales est perçu comme une victoire diplomatique de Pékin au Moyen-Orient, zone d'influence historiquement américaine.

### Japon
Les relations sino-japonaises se sont détériorées sous l'administration Xi-Li ; le dossier le plus épineux entre les deux pays reste le différend sur les îles Senkaku, un archipel inhabité de la mer de Chine du nord, que la Chine appelle « Diaoyu ». En réponse à la position robuste et continue du Japon sur la question, la Chine déclare une zone d'identification de défense aérienne en novembre 2013.

### Corées du Sud et du Nord
Sous Xi Jinping, la Chine adopte aussi une position plus critique à l'égard de son voisin, la Corée du Nord, tout en améliorant ses relations avec la Corée du Sud.
À partir de 2017, les relations entre la Chine et la Corée du Sud se détériorent à la suite de l'achat par cette dernière du système de missiles antibalistiques américain THAAD tandis que les relations de la Chine avec la Corée du Nord se sont intensifiées en raison des rencontres entre Xi et le dirigeant nord-coréen Kim Jong-un. Lors du sommet du G20 au Japon, Xi appelle à un « assouplissement rapide » des sanctions imposées à la Corée du Nord.

## Europe

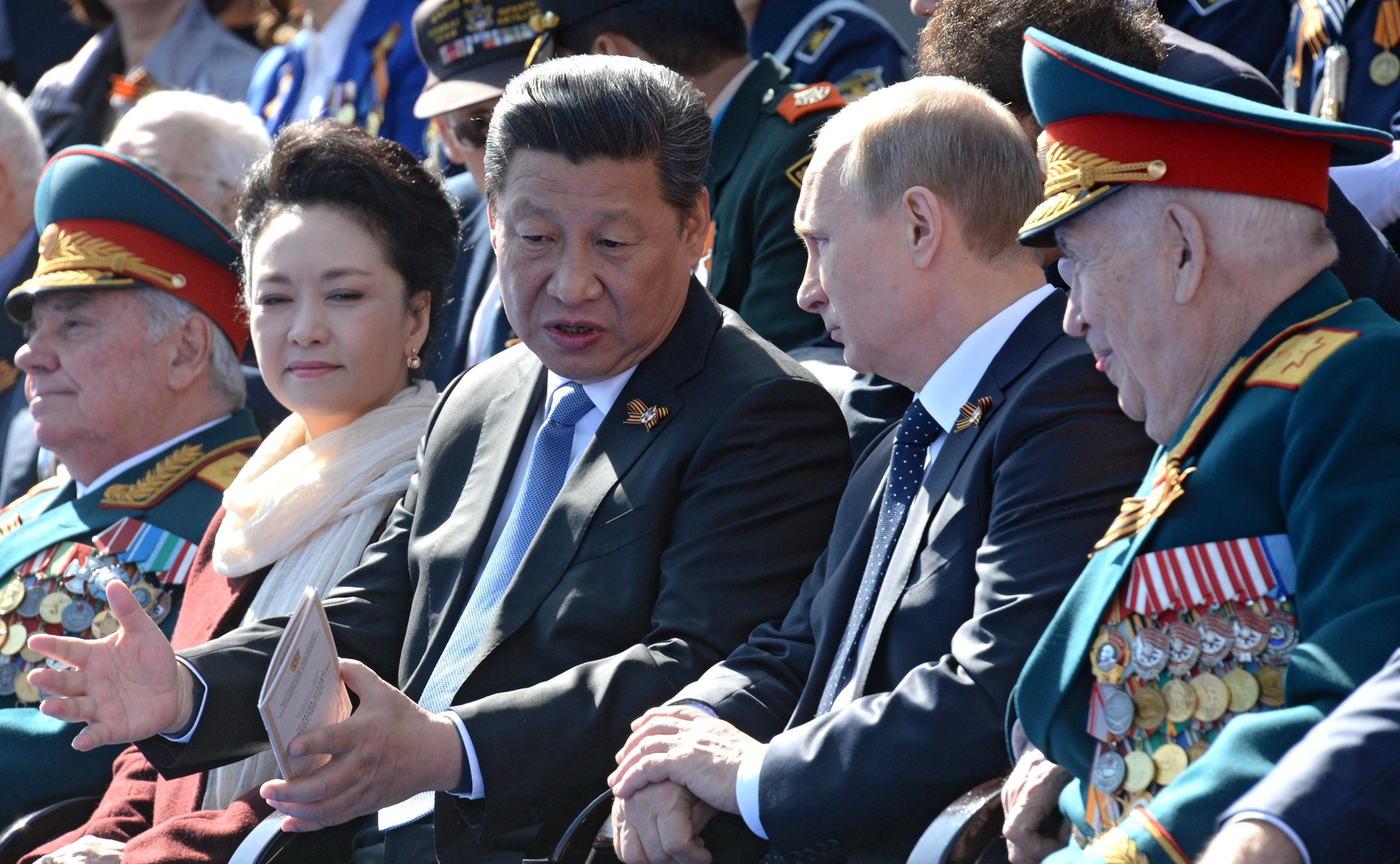
Xi avec la première dame et son homologue Vladimir Poutine lors du défilé du jour de la Victoire à Moscou le 9 mai 2015.

### Russie
Xi cultive des relations plus solides avec la Russie, en particulier à la suite de la crise ukrainienne de 2014. Il semble avoir développé une relation personnelle forte avec le président Vladimir Poutine. Tous deux sont considérés comme des leaders forts à orientation nationaliste qui n'ont pas peur de s'affirmer contre les intérêts occidentaux. Xi assiste aux cérémonies d'ouverture des Jeux olympiques d'hiver de 2014 à Sotchi. Sous Xi, la Chine signe un accord de 400 milliards de dollars d'accord gazier avec la Russie. La Chine est également devenue le premier partenaire commercial de la Russie.

## Opinion publique
En 2019, l'institut de recherche américain, le Pew Research Center réalise une enquête sur l'attitude envers Xi Jinping parmi les médians de six pays : l'Australie, l'Inde, l'Indonésie, le Japon, les Philippines et la Corée du Sud. L'enquête a indiqué qu'une médiane de 29 % a confiance en Xi Jinping pour faire ce qu'il faut concernant les affaires mondiales, tandis qu'une médiane de 45 % n'a aucune confiance. Ces chiffres sont similaires à ceux du leader nord-coréen Kim Jong-un (23 % de confiance, 53 % pas de confiance).